# George Lopez
George Lopez (Mission Hills (Californië), 23 april 1961) is een Amerikaans komiek en praatprogrammapresentator.

## Loopbaan
In de deels door hem geschreven sitcom George Lopez speelt hijzelf een hoofdrol. Tegenwoordig heeft hij zijn eigen praatprogramma Lopez Tonight, dat alleen wordt uitgezonden in de Verenigde Staten.
Lopez scheef een autobiografisch boek getiteld Why You Crying. Het boek werd uitgegeven in New York. Het stond in de top 20 van bestverkochte boeken en werd mede geschreven door Armen Keteyian.
George Lopez sprak stemmen in voor films zoals Rio, Rio 2 (als Rafael), The Smurfs, The Smurfs: A Christmas Carol en The Smurfs 2 (als Moppersmurf).